# Tipula setigera
Tipula setigera är en tvåvingeart som beskrevs av Evgenyi Nikolayevich Savchenko 1960. Tipula setigera ingår i släktet Tipula och familjen storharkrankar. Inga underarter finns listade i Catalogue of Life.